# مدل نیروهای رقابتی

## تعریف:
مایکل پورتر در اولین کتاب خود به نام «استراتژی رقابتی» که در سال ۱۹۸۰ منتشر شده و تا کنون بیش از ۶۰ بار تجدید چاپ شده و به بیش از ۲۰ زبان دنیا نیز ترجمه شده ‌است. یک دید کلاسیک از نیروهای اصلی که محیط رقابتی شرکت‌ها را تشکیل می‌دهند، ارائه می‌دهد. وی ۵ نیروی رقابتی را به عنوان نیروهای اصلی در محیط رقابتی معرفی کرده است.

## نیروهای رقابتی:

### قدرت چانه‌زنی خریداران:
اگر شرايط زير موجود باشد، مشتري‌ها از نيروي قدرتمندي در رقابت صنعتي (چانه‌زني) برخوردار مي‌شوند:
- تعداد مشتريان محدود باشد. در اين مورد از دست دادن يک مشتري تاثير بسزايي بر روي صنعت مي‌گذارد.
- مشتريان در حجم زياد خريداري کنند.
- مشتريان بتوانند به راحتي اطلاعات دقيقي درباره تقاضا و هزينه فروش صنعت بدست آورند.
- مشتريان بتوانند به راحتي خريد خود را از يک فروشنده به فروشنده ديگر تغيير دهند و هزينه‌هاي تغيير فروشندگان بسيار پائين باشد.
- محصول استاندارد و تعداد عرضه‌كنندگان زياد باشد.

البته علاوه بر موارد مذکور شرايط مشابه بي‌شماري را مي‌توان برشمرد، اما در هر حال منظور، وضعيت يا موقعيتي است که بنا به هر دليلي، مشتري در قبال فروشنده از قدرت بالايي برخوردار باشد. بطور کلي، اين نيروها قدرت مذاکره مشتري را معين مي‌کنند. بنابراين بايد به مشترياني که مقدار زيادي خريد انجام مي‌دهند، تخفيف داد چرا که آنها اين قدرت را دارند که از ديگران خريد کنند.

### قدرت چانه‌زنی تامین‌کنندگان:
تامين‌کننده لوازم و قطعات يدکي و مواد، بازارهاي کارگري و سرمايه‌گذاري که شرکتها، کارکنان و سرمايه خود را از آنها مي‌گيرند جزيي از تامين‌کنندگان صنعتي به شمار مي‌روند. تامين‌کنندگان پرقدرت با بالابردن قيمت‌ها مي‌توانند از درصد سود صنايع خريدار بکاهند. همچنين آنها مي‌توانند با تهديدکردن به افزايش قيمت‌ها و کاهش کيفيت و تغيير زمان توزيع، بر روي صنايع خريدار اثر بگذارند. بطور كلي قدرت چانه‌زني تامين‌كنندگان در موارد زير بيشتر است :
- هنگامي‌که تعداد تامين‌کنندگان محدود باشد.
- تعداد مشابه‌هاي جنس و يا خدمات محدود باشد.
- تامين‌کنندگان به به افزايش فروش وابسته نباشند، به اين معني که از دست دادن يک فروش برايشان حائز اهميت نباشد.
- تامين‌کنندگان واقف باشند که صنايع خريدار براي توليد، به خدمات و محصولات‌شان نيازمند هستند.
- تامين‌کنندگان بصورتي عمل کنند که تعويض و جانشين كردن تامين‌کننده براي شركت‌هاي خريدار دشوار باشد.

همانند شرايط مربوط به قدرت زياد مشتريان در قبال فروشندگان، علاوه بر موارد مذکور شرايط مشابه بسياري را براي قدرت زياد تامين‌کنندگان در برابر شرکت‌هاي خريدار مي‌توان نام برد. در اينجا هم منظور وجود شرايطي است که بنا به هر دليلي، عرضه‌کننده در قبال شرکت‌هاي خريدار از قدرت بالايي برخوردار باشد. به هر صورت، ترکيب موارد فوق با يکديگر قدرت بالاي عرضه‌کنندگان را نشان مي‌دهند.

### شدت رقابت میان رقبای موجود:
در اکثر صنايع، حرکت رقابتي يک شرکت‌ها بر روي هم اثرگذار مي‌باشد. در بسياري از صنايع رقابت چنان بالاست که باعث کم‌شدن سود مي‌شود. از مهمترين اثراتي که باعث افزايش رقابت بين شرکت‌هاي موجود در يك صنعت مي‌شوند، مي‌توان به موارد زير اشاره كرد:
- رشد آهسته صنعت: در صورتيکه رشد صنعت کند باشد، رقيبان بايد سهم بازار را از يکديگر بگيرند تا پيشرفت کنند.
- بالا بودن هزينه‌هاي ثابت : بدين معني است که شرکتها  تحت فشار هستند تا با افزايش فروش بتوانند هزينه را تحمل كرده و در نهايت سودآور باشند.
- فقدان تنوع محصولات:  اين باعث مي‌گردد که فشار زيادي بر روي قيمت‌ها وجود داشته باشد و در بيشتر موارد باعث کاهش‌دادن قيمتها شود.
- بالابودن تعداد رقيبان: يعني اينکه سهم کل بازار بايد به تعداد بيشتري تقسيم شود.
- بالابودن موانع براي خروج: بدين معني است که شرکت‌هايي که مايل به ترک‌ اين صنعت هستند، ممکن است کل سرمايه و يا مقدار زيادي از آن را از دست بدهند. براي همين آنها مجبور هستند که در اين صنعت بمانند حتي اگر سودشان کم باشد.

### تهدید تازه‌واردان:
با استفاده از چند نيرو به آساني مي‌توان پيش‌بيني کرد که چند رقيب جديد مي‌توانند وارد يک صنعت بشوند و منتظر چند رقيب بايد بود. رقباي تازه وارد، رقابت را در يک صنعت افزايش مي‌دهند و ممکن است باعث کاهش قيمت‌ها و سود شوند. آنها ممکن است ظرفيت را بيشتر کنند، محصولات و يا پروژه‌هاي جديد را اجرا کنند و ايده‌ها و ديدگاه‌هاي تازه‌اي داشته باشند که تمام اين‌ها باعث پايين رفتن قيمت و افزايش هزينه و يا هر دو گردد. به نيروهايي که از ورود رقباي تازه جلوگيري مي‌کنند و باعث حفاظت رقباي قبلي مي‌شود، موانع ورود گفته مي‌شود. مثال‌هايي از موانع ورود که در خيلي از صنايع وجود دارد به قرار زير است :
- صرفه‌جويي به مقياس: وقتي که يک محصول با تسهيلات فراوان و در حجم بيشتري توليد شود بازدهي بالاتري دارد، لذا مانع ورود رقباي جديد مي‌گردد. زيرا رقباي موجود بخاطر داشتن منابع مورد نياز و حجم بالاي توليد مي‌توانند بازدهي زيادي بدست آورند.
- بالا‌بودن سطح سرمايه‌گذاري تجهيزات :  افزايش هزينه‌هاي ساخت، مانع ورود رقيبان کوچکتر به صنعت مي‌شود. زيرا راه‌اندازي سيستم‌هاي توليدي نياز به منابع و سرمايه هنگفتي دارد که ممکن است در توان رقباي جديد نباشد.
- بالابودن سطح تنوع محصولات: بعضي از شرکتها با داشتن مشتريان و سطح بالاي تنوع، فعاليت را براي شرکتهاي تازه وارد سخت‌تر مي‌کنند. زيرا آنها نمي‌توانند در بدو ورود مانند شرکت‌هاي موجود تنوع ايجاد کنند.
- هزينه‌هاي بالاي خروج: شرکتي که مي‌خواهد وارد يک صنعت شود در صورتيکه متوجه شود که خروج از آن صنعت در زمان بوجود آمدن مشکل و عدم موفقيت، سخت و هزينه‌بر است ممکن است از ورود به چنين صنعتي خودداري کنند.
- فقدان دسترسي به کانالهاي توزيع :  وقتي که کانالهاي توزيع کافي و مناسبي در يک صنعت يا بازاري وجود نداشته باشند که شرکتها بخصوص شرکتهايي که خود کانال توزيع مستقلي ندارند، براحتي بتوانند از آن استفاده نمايند، اين مي‌تواند از رساندن محصولات شرکتهاي جديد به بازار جلوگيري کند.
- قوانين دولتي: ممکن است قوانين دولتي در راستاي حمايت از يک صنعتي يا به هر دليل ديگري، مقرراتي خاصي را براي فعاليت در آن صنعت تعيين نمايد که يکي از اين قوانين دولتي مي‌تواند محدود ساختن ورود شرکتهاي جديد به يک صنعت باشد.
- فقدان تمهيدات: ممکن است تسهيلات و امکانات کافي مانند مکان مناسب، دانش تکنولوژي جديد محصول و سوبسيدهاي دولتي يا دسترسي به مواد خام کمياب به اندازه‌اي که براي شرکت‌هاي موجود در يک صنعت وجود دارد، براي شرکتهايي که تازه مي‌خواهند به آن صنعت يا بازار وارد شده و فعاليت کنند، موجود نباشد.
- نحوه رفتار: ممکن است رفتار اخلاقي و کاري رقباي موجود در قبال رقباي تازه وارد يا آنهايي که قصد ورود دارند، مناسب نباشد و اين مساله بعنوان يک مانع ورود تلقي شود.

### تهدید کالاهای جانشین:
اگر شرکتي محصولاتي را توليد کند که جانشين کالاها و يا خدمات صنعت ديگري  باشد اين شرکتها را رقباي غيرمستقيم مي‌نامند. بعنوان مثال آسپرين، ايبوپروفن و استامينوفن همگي مشابه مسکن و بعنوان کالاهاي جانشين بکار مي‌روند. در قسمت خدماتي، موسسات اعتباري جانشين بانکها هستند و شرکتهاي مسافربري يا اتوبوس جانشين شرکتهاي هواپيمايي مي‌باشند. جانشين‌هاي نزديک مي‌توانند تعيين‌کننده سقف قيمت نيز باشند.

## مطالعه بیشتر:
مثالهای تحلیل صنعت را می‌توانید در این منبع مشاهده کنید.